# Gunung Topi (berg i Indonesien, lat 4,07, long 97,81)
Gunung Topi är ett berg i Indonesien.   Det ligger i provinsen Aceh, i den västra delen av landet, 1 500 km nordväst om huvudstaden Jakarta. Toppen på Gunung Topi är 1 364 meter över havet.
Terrängen runt Gunung Topi är bergig åt sydväst, men åt nordost är den kuperad.Runt Gunung Topi är det glesbefolkat, med 15 invånare per kvadratkilometer. I omgivningarna runt Gunung Topi växer i huvudsak städsegrön lövskog.